# Carl August Jordan
Carl August Jordan (* 29. Mai 1793 in Norkitten; † 9. August 1871 in Ragnit) war ein deutscher Pfarrer und Politiker.

## Leben
Jordan war der Sohn des Pfarrers in Norkitten Friedrich Wilhelm Jordan und dessen Ehefrau Beate geborene von Zippel. Jordan, der evangelischer Konfession war, heiratete am 10. Juli 1818 in Insterburg Beante Eleonore Goetsch (* 11. November 1801 in Neustadt in Ostpreußen; † 12. Dezember 1857 in Ragnit), die Tochter des Justizkommissars Carl Johann Friedrich Goetsch. Wilhelm Jordan war ein gemeinsamer Sohn.
Jordan war 1813/14 Teilnehmer an den Befreiungskriegen. (1819) war er Rektor in Insterburg und (1829) Prediger in Gumbinnen. 1832 bis 1871 war er Pfarrer auf der deutschen Pfarrstelle in Ragnit. Er war 1850 Mitglied im Volkshaus des Erfurter Unionsparlaments.